# 中国崛起
中国崛起是指中华人民共和国自實行改革開放以来，在經濟、政治、军事及科技等方面实力所实现的一系列快速增长。由於中国有庞大的人口以及快速提升的经济总量、科技水平和军事实力，因此经常被国际关系学界视为是一个潜在超级大国。比照19世纪的英国世纪和20世纪的美国世纪，西方媒体和学界提出新词“中国世纪”（英語：Chinese Century）来描述中国在21世纪初的国力崛起和迅速增长的国际影响力。
伴随中國國力提升，在西方世界与民主自由国家（特别以美国所领导的北约阵营为代表）中产生了针对中国崛起的中国威胁论，由此导致西方国家针中国的国内人权问题（民主运动、宗教自由、民族政策）、领土争端（如南海爭端、钓鱼岛主权及东海争端）以及其国际影响力扩张（如一帶一路、中国同非洲、拉美、加勒比地区和太平洋岛国的关系）展开了一系列意识形态批判与攻击，有部分西方國家更是主动發起针对中國的抵制、圍堵、科技封锁与贸易战政策，甚至公开鼓吹反华并资助中国分裂主义（如台独、港独、疆独、藏独、蒙独等）。这种对中国崛起的恐惧排斥导致的地缘战略影响也接续引发了对中西方间初具雏形的新冷战以及可能爆发之第三次世界大战的焦虑。

## 有利因素与发展成果

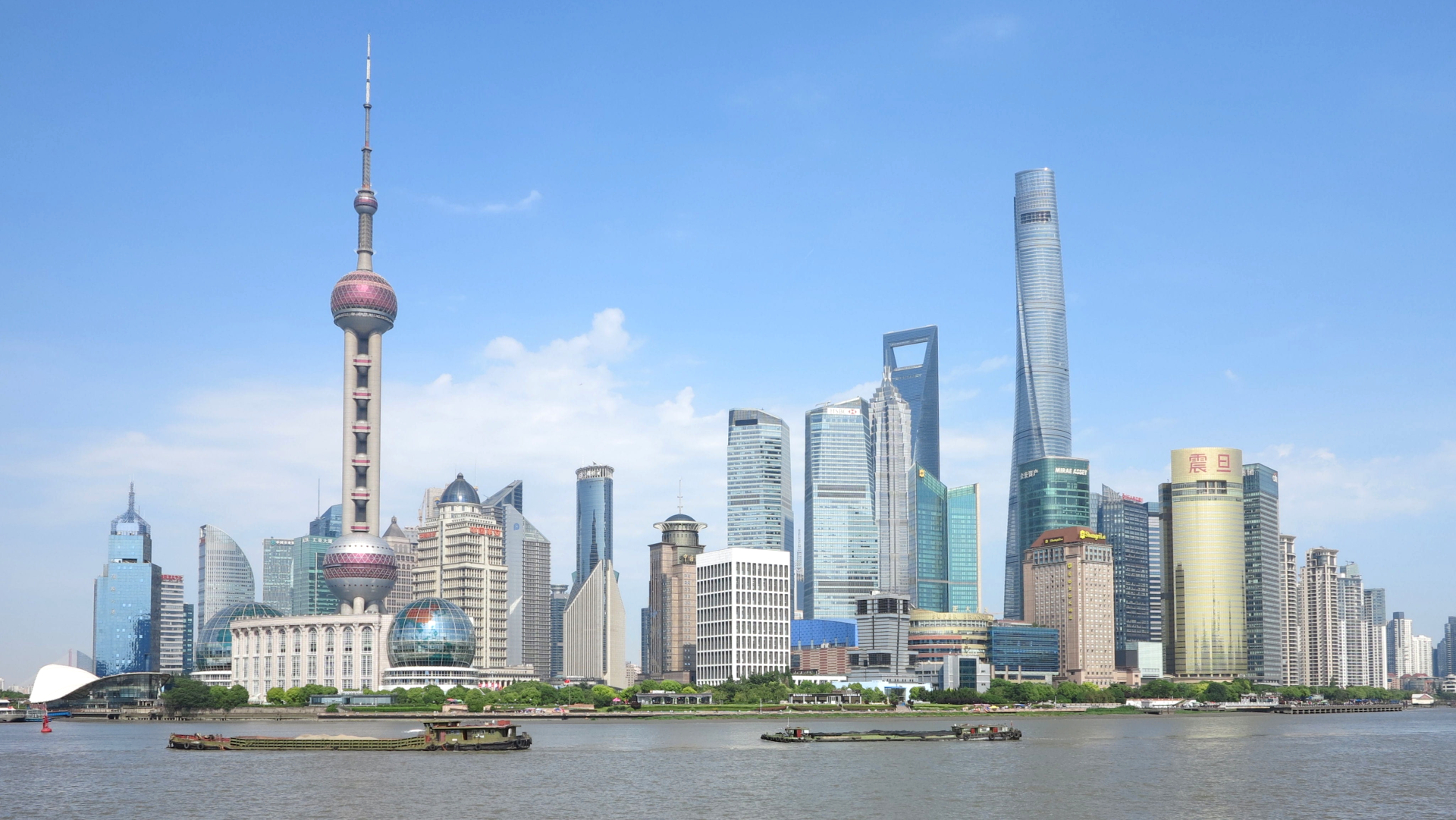
上海市，简称沪，别称申，是中华人民共和国直辖市，中国的经济、金融、贸易和航运中心，世界著名的港口城市，是中国人口第二多的城市。

### 国土面积与人口
- 人口：中国目前拥有世界第二多的人口（在2024年被印度人口超过前一直是世界上人口最多的国家）。截至2022年，中国大陆人口总量约为14.11亿人，约占全球人口的17.5%。1970年代起，中国开始推行计划生育政策，提倡一对夫妇只生育一个孩子。计划生育政策显著减缓了人口增长并加剧了人口老龄化（参见发展阻力）。2016年，中國开始推行全面两孩政策，允许每对夫妇生育两个孩子。中国人口密度为145人/平方公里，在全球屬於中高等水平，在金磚國家和美國中，只低于印度362人/平方公里，高于美国33人/平方公里、巴西33人/平方公里、俄羅斯8人/平方公里。但是人口分布不均，以黑河-腾冲线为界，东部人口密度较高，多为300人/平方公里以上，西部则人口密度很低，多低于50人/平方公里。

### 军事与国防

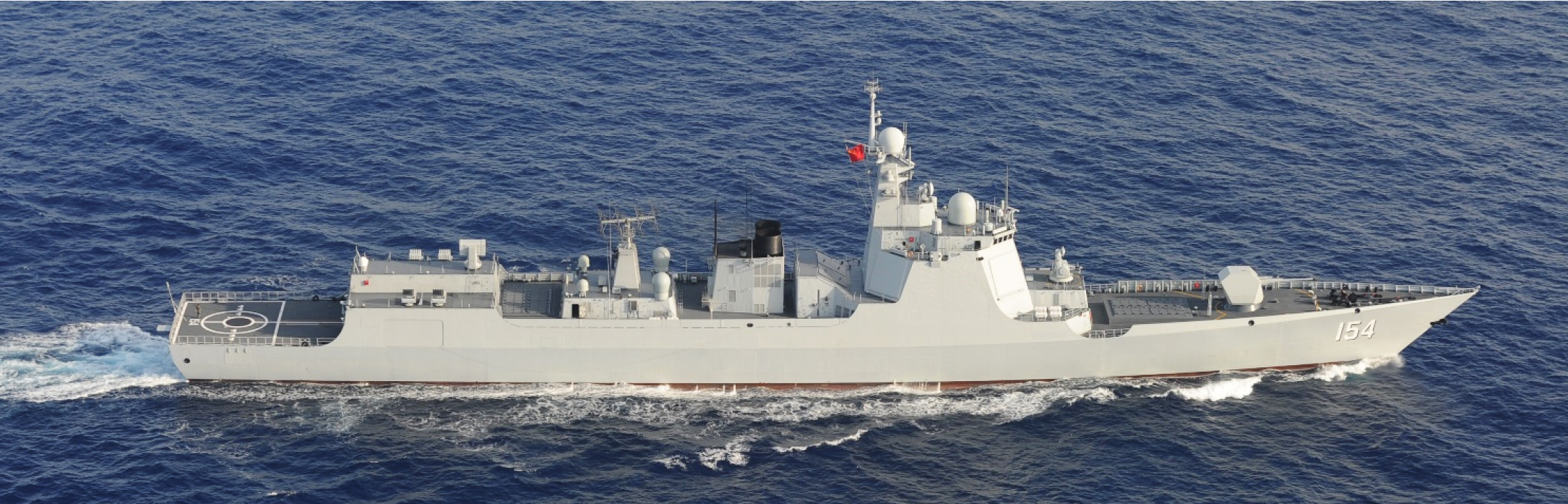
中国人民解放軍052D「中華神盾」驅逐艦

- 军事 - 中国人民解放军拥有200万服役军人，[9]是世界上人数最多的军队，軍費世界排名第二，獲益於國內大量投入研究，中國已经能夠自主制造出航母以及大量新式武器如中华神盾驱逐舰、歼20隐形战斗机和东风41洲际导弹等等，大力改善了解放军的装备和现代化科技，转型为高科技作战现代化军队。中华人民共和国海军计划用大大增加的军事开支来发展“蓝水海军”，2012年，改装完毕后的辽宁号航母正式服役，2019年，中国首艘国产航母“山东号”服役，以增强远洋作战力和威慑力[10]。另外中国还拥有一定规模的核武库，是世界上六个拥有核潜艇的国家之一[11]，也是三个拥有三位一体核打击能力的国家之一。
- 国防 - 中国是世界上拥有最多邻国的国家，是世界第三的领土国家（计算土地和领海），目前中国国防已从建国初期的陆防和以陆为主逐渐转变成重视其自身海域（领海及其專屬經濟區）及攸关中国战略利益的地区，例如中国已经向亚丁湾派遣了军舰。

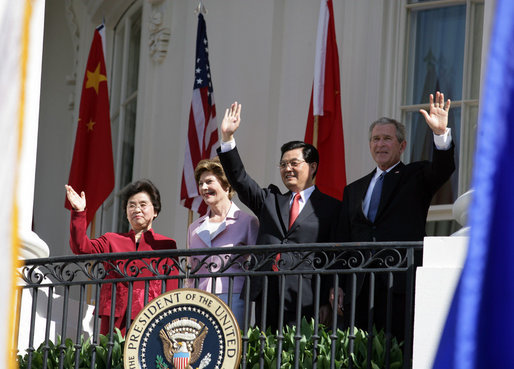
2006年，时任中国领导人胡锦涛和时任美国总统布什从白宫向外界招手。中美关系成为国际社会观察的焦点。

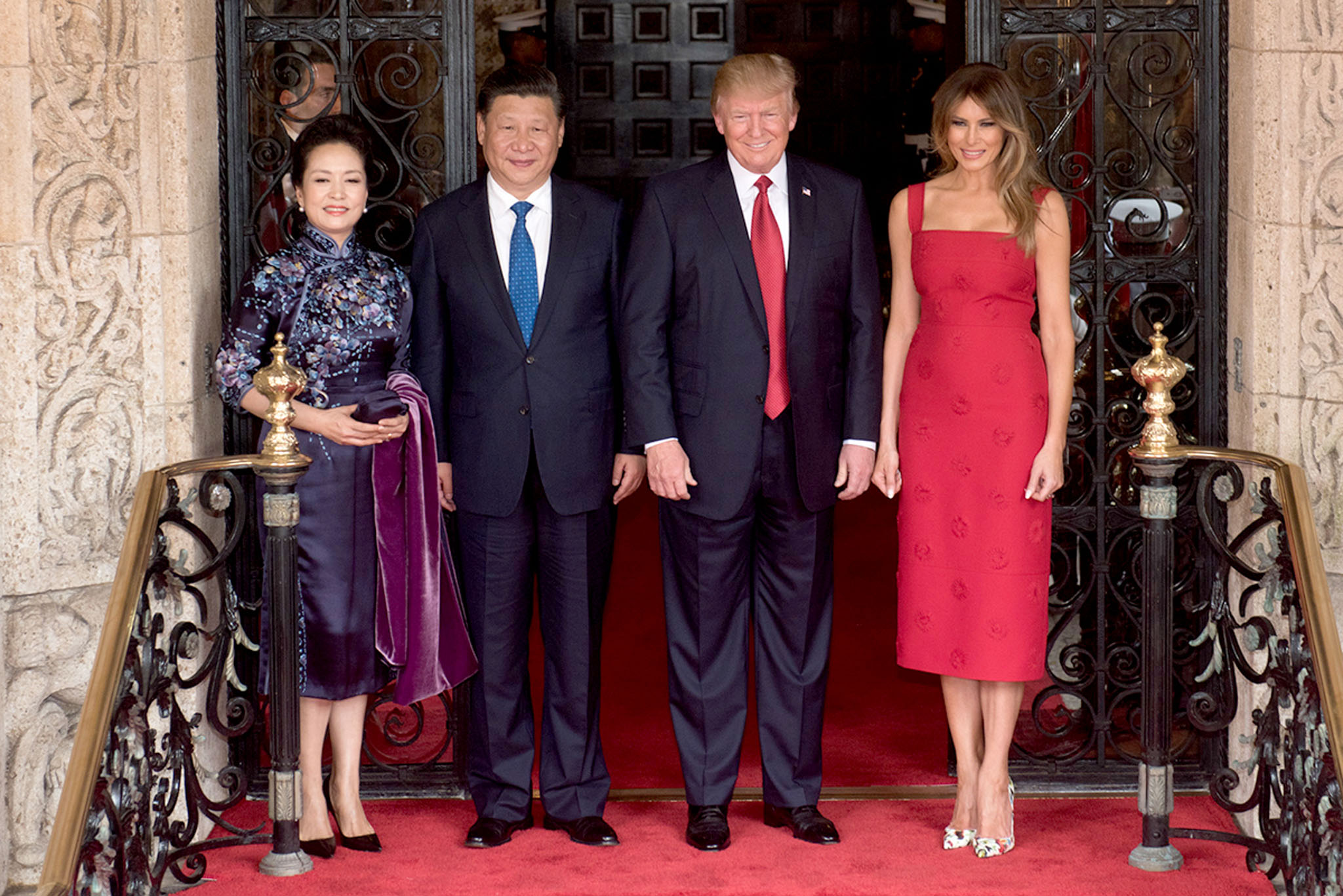
2017年，中国领导人习近平和时任美国总统特朗普在佛罗里达州棕榈滩的马阿拉歌庄园入口处面见媒体。

### 政治与外交
- 国际影响 - 1971年起中华人民共和国成为代表中国的唯一合法政府，成為5个拥有否决权的联合国安全理事会常任理事国之一，[12]中华人民共和国在世界舞台上扮演着很重要的角色。中华人民共和国正在逐渐的增加他在国际事务中的影响力，并经常与西方国家对抗。2013年以来，中国推动一带一路计划，以贷款和基建援助为外交手段向外拓展外交关系，在一些发展中国家成果颇多。但是同时也被指责引起多国坠入债务陷阱，最后被迫以各种资产抵债，例如老挝出售国有电网偿还中国债务[13]。
- 东亚影响 - 中国是日本、韩国的最大贸易伙伴。中国同时在朝鲜的军事，经济和政治领域上也有相当程度的影响力。在中国的主动斡旋下，关于朝鲜核问题的六方会谈（已中止）目前为止，共举行过六轮磋商，一度缓解了地区的紧张局势[14]。但朝鲜在获得援助和外交掩护后，先后于2006年、2009年、2013年连续进行核试验。
- 非洲影响 - 自1960和70年代，中国政府就大力推动发展和非洲国家的外交关系。中国的主要目的有赢得非洲国家在国际上的支持，在非洲大陆推广中国式的共产主义和与非洲国家进行贸易往来，并对非洲国家给予各种无偿或有偿援助，例如中国无偿修建了坦赞铁路。冷战以后，中国在非洲的目的就改为了贸易，投资和能源。在2000年，中国在北京举办了中非合作论坛，共有48个非洲国家的领袖出席了这次论坛，再次显示出中国在非洲的巨大影响力，2009年取代美国，成为非洲最大贸易夥伴。[15]
- 中亚影响 - 随着中国经济的增长，中国政府面临的巨大挑战就是能源问题。中国的石油公司已经在哈萨克斯坦的油田投资，中国政府和哈萨克斯坦政府建设了一条从哈萨克斯坦通往中国的天然气管道。[16]中国在塔吉克斯坦和吉尔吉斯斯坦也已经投资了水力发电计划。上海合作组织也在中亚地区的政治和安全领域中变得越来越重要。一些学者相信，中国除了要和邻国搞好关系外，还要考虑边境安全的问题，因为边境安全是中国能否成为超级大国的决定性因素之一。
- 中东影响 - 中东的重要性不仅仅是因为它储藏着大量的石油，而且，中东地区的大部分人口都反对美国这个世界上唯一的超级大国。于2002年9月，中国开始设立中东问题特使一职，并将这一职位常设化[17]，尝试调解阿拉伯国家和以色列之间的矛盾。中国看准了中东地区的石油储量，以提供外交保障来换取中东国家向中国输送石油。中国已经成为全球第一大原油进口国及第二大原油消费国，居美国之后。中国政府现正尝试将中国进口的能源多样化，中国一半的石油来自中东，因为中东各国开始向西方国家以外寻找输送国，所以中国就成为他们的首选。中国在过去一直和中东国家在战略方面上合作，大多数中东地区的先进武器都来自中国。沙特阿拉伯、伊朗和巴勒斯坦是中东地区的关键性国家，在未来，这些国家可能会不同程度的从中国获取武器，同时减少对美国的军事依赖。
2023年4月6日，经过前期调停与会晤，分别自视为伊斯兰教派的逊尼派和什叶派的领袖国家的沙特阿拉伯和伊朗，在中国的居中斡旋下，于北京对外宣告两国恢复外交关系，该事件中中国扮演的角色也被一些人认为是中国在中东地区影响力提升的一大象征事件。[18][19]
- 东南亚影响 - 中国在东南亚地区有着越来越大的影响力，这个影响力体现在文化上，经济上和政治上。在2006年11月，中国和东南亚多国签署了关于自由贸易，文化交流，军事和安全合作的条款。此次会议还讨论了中国与ASEAN在未来形成一个在政治，经济和安全上合作的联盟的可能性。跨越中国和缅甸的中缅油气管道被中国视为能源战略的重要一环。
- 欧盟国家影响 - 欧盟国家作为一个整体，与中国建立紧密的政治和经济文化联系。2023年中欧货物进出口总额额达7379亿欧元[20]。目前，欧盟是中国最大的贸易伙伴，最大的技术引进来源地和重要的投资来源地。
但是，由于欧盟内部各主要成员国之间的关系（例如，法国—德国关系）及欧盟同最主要盟友美国的关系在历史上各时期都不尽相同，中国—欧盟关系在各个时期，或同一时期与不同成员国之间的关系也会出现一定变化。例如，尽管近年欧盟对台湾问题上中国的态度、新疆人权问题、反对逃犯条例修订草案运动中中国政府的态度等国际价值观问题大加批评[21]，并导致中欧全面投资协定无限期冻结；但2022年以来，欧盟主要领导人夏尔·米歇尔与乌尔苏拉·冯德莱恩等陆续访中，欧盟最重要的成员国法国与德国主要领导人也在同一时期访华，法国总统埃马纽埃尔·马克龙与中国国家主席习近平更是频繁互动，显示中国对于欧盟及欧盟国家仍具有重大影响。
- 其它欧洲国家影响 - 俄罗斯及其前身苏联历来就是与中华人民共和国关系最密切的国家之一。2022年俄乌战争全面爆发以来，由于俄罗斯持续受到西方国家的全面制裁，其与中国的联系更加紧密。2023年，中国是俄罗斯最大的贸易伙伴，双方总贸易额超过2,400亿美元，创下历史新高。[22]同时，两国主导的金砖国家组织在近年也快速扩张，并积极推动本币或人民币结算的去美元化进程，提升人民币与中国的国际地位。
英国历史上是首个承认中华人民共和国的非社会主义阵营国家。英国是中国在欧洲第三大贸易伙伴、第二大投资目的地和第三大外资来源地，中国是英国在亚洲最大贸易伙伴。[23]但是，近年来随着国际局势的变化及反对逃犯条例修订草案运动的影响，英国的对华立场在莉兹·特拉斯及现任首相里希·苏纳克政府时期逐渐趋向强硬。
塞尔维亚是前南斯拉夫社会主义联邦共和国中人口数最多的共和国，也是东欧的重要国家。自2017年亚历山大·武契奇上任后，中塞关系急剧升温，2023年12月，中国人民银行与塞尔维亚中央银行签署在塞尔维亚建立人民币清算安排的合作备忘录。[24]
- 拉丁美洲影响 - 拉丁美洲一向被视为美国的后院，但美国由于在21世纪以来全力反恐和应付金融危机，2019年委内瑞拉政治危机，委内瑞拉政治危机时，美国向委内瑞拉输送的人道物资中被发现有铁丝网，此举被解读为美国意图暗地推翻委内瑞拉现政府，此时中国抓住了机会，迅速填补了空檔，导致很多拉美国家（特别是委内瑞拉，玻利维亚，古巴等）变得非常的亲华和反美。在特朗普时期，因对移民持强硬的反对立场，他主张加强对拉丁美洲人移民的入境管制，在美墨边境兴建围墙。他同时也把海地等国称为肮脏国家，致使众多拉丁美洲国家不满。特别是在中美洲国家，除了上述原因，中华民国在蔡英文政府时期的两岸关系“急冻”，也导致中美洲的很多国家与中华民国断交，与中華人民共和國建交。[25][26][27]

### 文明型態
- 一部分經濟學家例如復旦教授陳平等人認為，西方以為中國經濟全靠低工資和人口紅利，所以當這兩項逐漸淡化後經濟就會崩潰是一大谬论，因為從南亞到中東、非洲等一路上各種國家都是乞丐遍地且人口年輕，一點點錢就能雇用大量廉價勞工，但這些國家卻從未飛躍式崛起，如何解釋? 因為廉價者不等於廉價勞工，廉價者還必須有紀律和服從性，與願意長期苦幹的思維文化才能成為可用的勞動力，加上政府高效率地規劃、執行大藍圖，這些才是中國模式的根源動力。[28]
- 另一學者中國人民大學國際關係學院副院長金燦榮認為，所有的中華文化圈可以稱為「筷子文明圈」或儒家文明圈（包含日本、香港、台灣、朝鮮半島、新加坡、越南），只要肯努力發展，最後都會成功工業化并崛起到較高的水準，之後吃飯問題會很快解決并開始發揮其藝文創作產業，不論其採用什麼政治制度，因為最終工業化層級根本與政治制度無關，而是和文明底蘊造成的人民思想模式、生活模式有關，这牽涉更深層的諸多東西。目前地球上只有北半歐和北美的新教文明與東亞中華文明能達到高工業化社會，金灿荣教授不看好其他文明，例如印度文明、伊斯蘭文明、東正教文明、天主教文明、非洲文明等，認為他們很快就會遇到瓶頸卡在中等階段甚至一開始就無法工業化，永遠成一種商業次殖民地。

### 经济

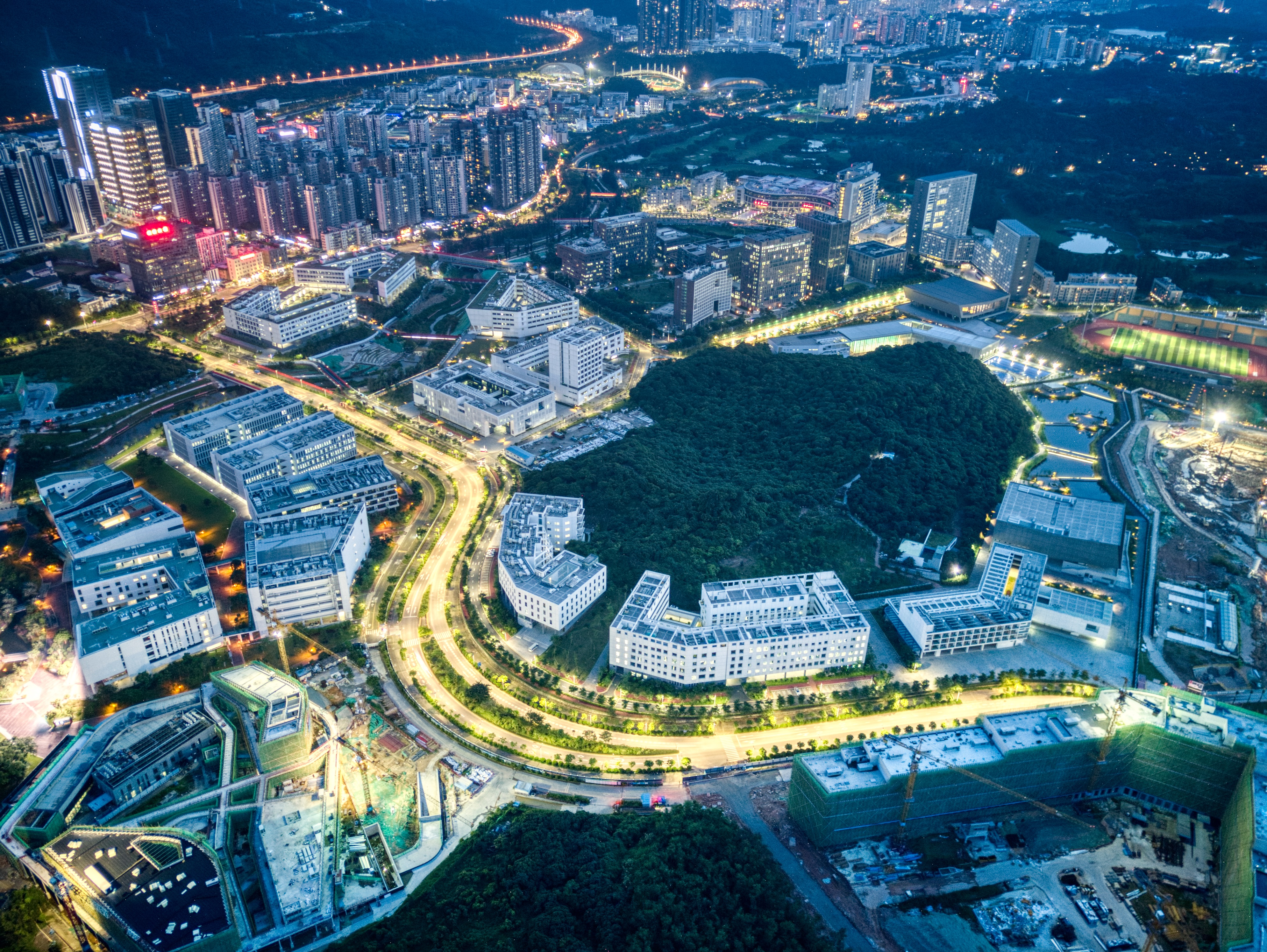
改革开放后，深圳经济快速发展

中国GDP - 中国大陆改革开放后GDP指数30年来以年均9%以上的高速度增长，是历史上增长速度最快、體量最大的经济实体。2010年中国GDP总量超越日本，位居世界第二（居美国之后）。依據IMF统计数据，2014年中国经济总量（购买力平价）以17.6万亿美元超过美国17.4万亿美元而成为世界第一大经济体。世界银行、IMF和联合国齐发报告，根据国际汇率，中国在2021年GDP为17.7万亿美元，仅次于美国位居世界第二，人均GDP為12551美元，对于14亿人口的体量，国民人均所得超過一万美元，表明中国的经济体量和市場非常庞大。
城市 - 中国有很多大城市，中国有170个城市的人口超过100万。除西藏部分城市外，幾乎所有的城市（地級市）都有高速公路，超过三十个特大城市拥有地铁或城市轨道交通，还有幾十個城市正在建造地铁或已经被批准。比如长沙，成都，天津，重慶，武漢，南京，蘇州，常州，廣州，福州，青島，沈陽，大連，西安，杭州，南昌，鄭州等這些城市都有地鐵軌道交通。这些大城市都是国家或地区的工业，经济和文化中心。中国首都是北京，上海是中国最大的城市，同时也是亚洲地区一个重要的经济和金融中心，上海还拥有着世界最繁忙的港口，2010年3月上海地铁总长超过伦敦，跃居世界第一。截止2018年12月31日，上海地铁已开通运营16条线，运营里程705公里，是全中国最大及世界上规模最大的城市地铁系统。
- 贸易 - 2020年，中国出口总量占世界的14.7%，进口总量占世界的11.5%，是世界第一大贸易国。中国政府大力推动出口医疗器械和软件等高附加价值产品。中国的外汇储备在2006年2月以8536亿美元超过日本成为世界第一[31]，截至2020年12月为3.2万亿美元，持续保持世界最大的外汇储备国地位。
- 交通与通讯 - 中国拥有发达的交通网络，被网友誉为“基建狂魔”，至2018年12月底，中国时速達200公里以上的高速铁路里程已经接近3万公里[32]，为世界最大的高速铁路网，武广客运专线是2009年12月26日起世界最高平均运营速度的保持者。2012年12月26日开通的京广高速铁路全长2,298公里[33]，是当今世界上运营里程最长的高速铁路。中国大陆目前正在兴建和即将兴建的高速铁路总里程达到16,775.5公里左右。根据中国中长期铁路网规划方案，到2020年中国时速在200公里以上的高速铁路里程将会超过30,000公里。高鐵帶動中國經濟，拉近了中西部，南北方的差距。截止2018年12月底，中国大陆高速公路里程超过14万公里，位居世界第一。2001年7月起，中国手机用户数量超过美国成为世界第一，同时也拥有最多的电话使用者。[34]

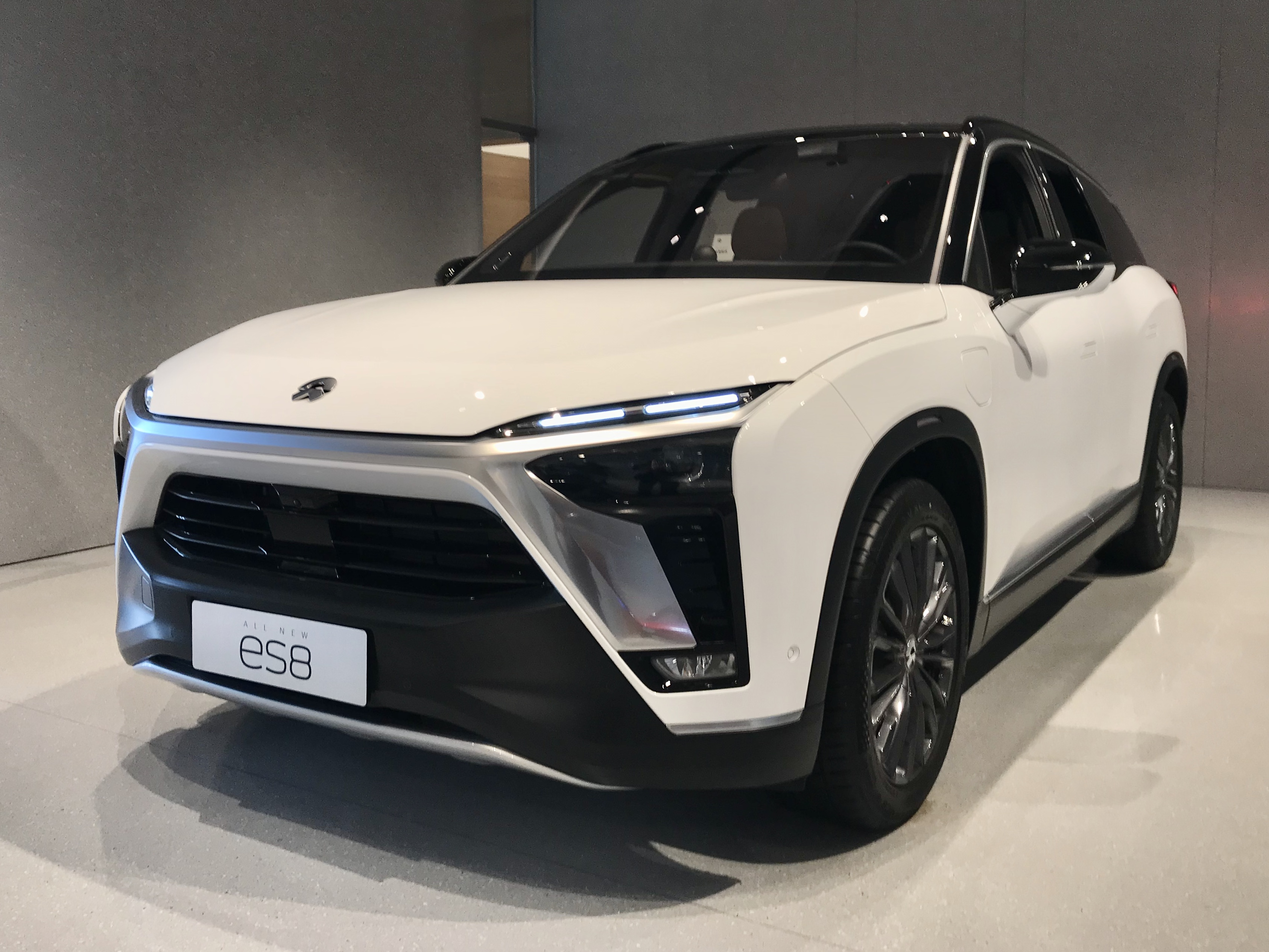
蔚来 ES8（中国汽车制造业）
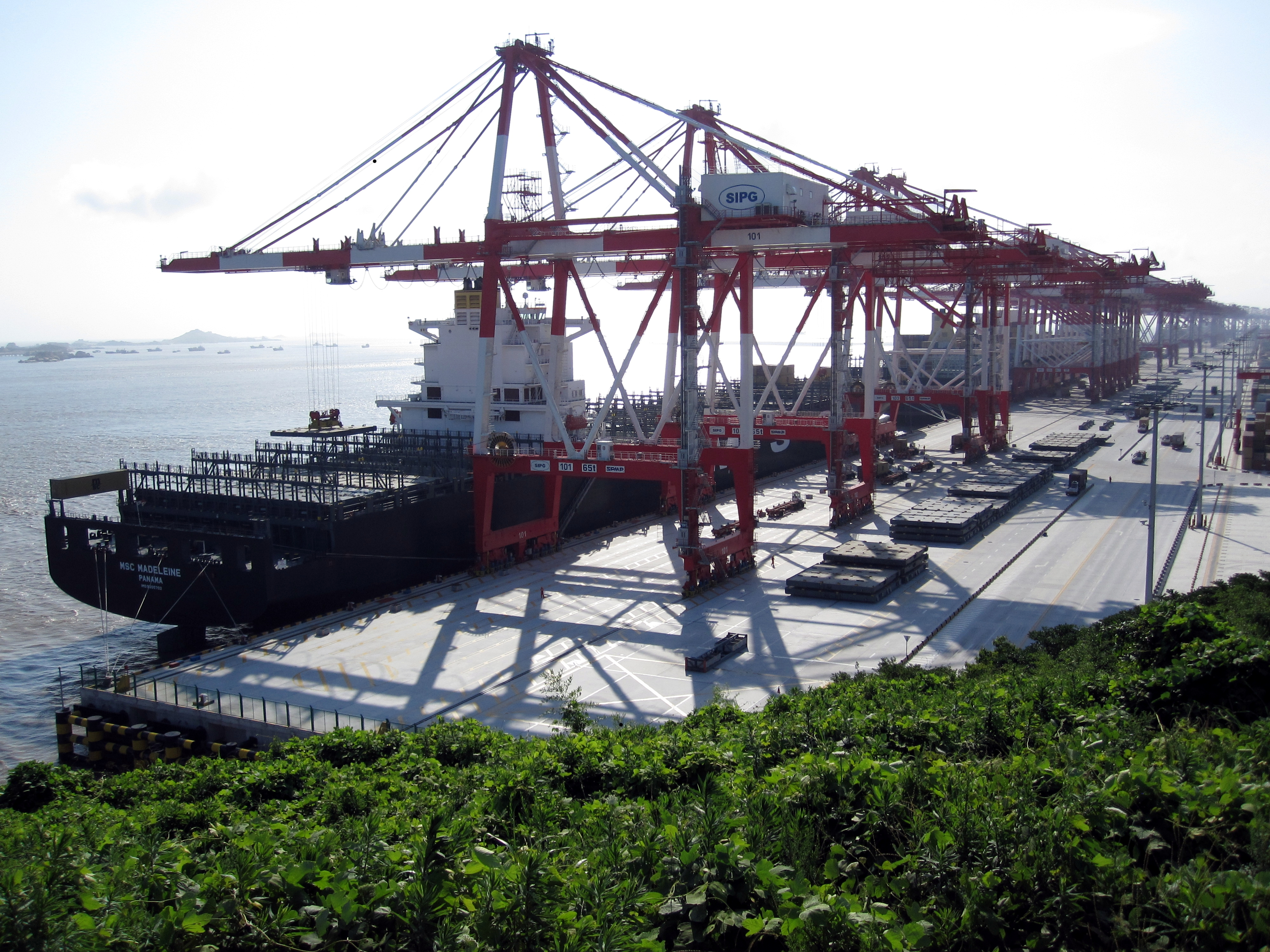
洋山深水港，上海已成世界最繁忙集装箱港口
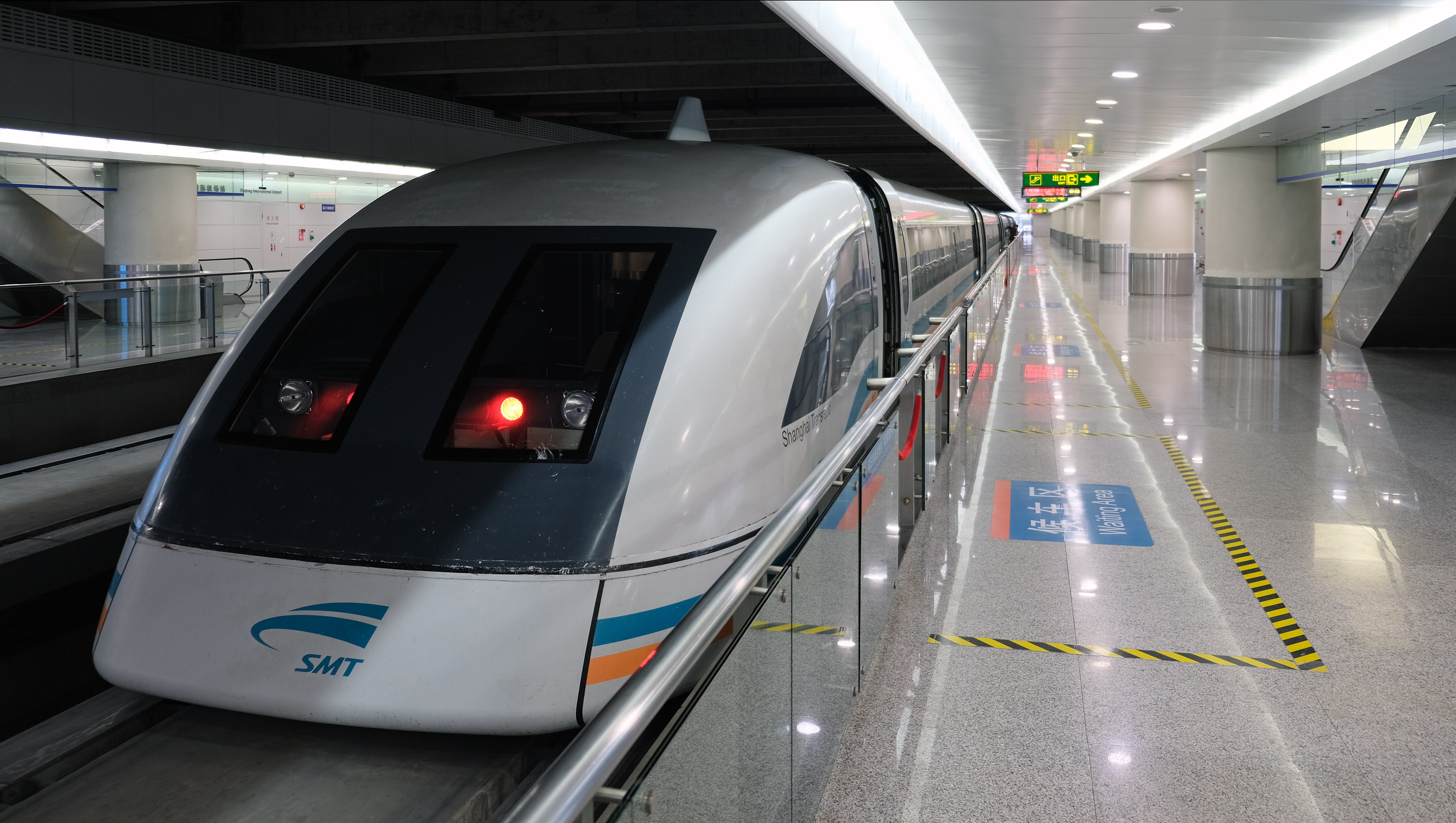
上海磁悬浮列车
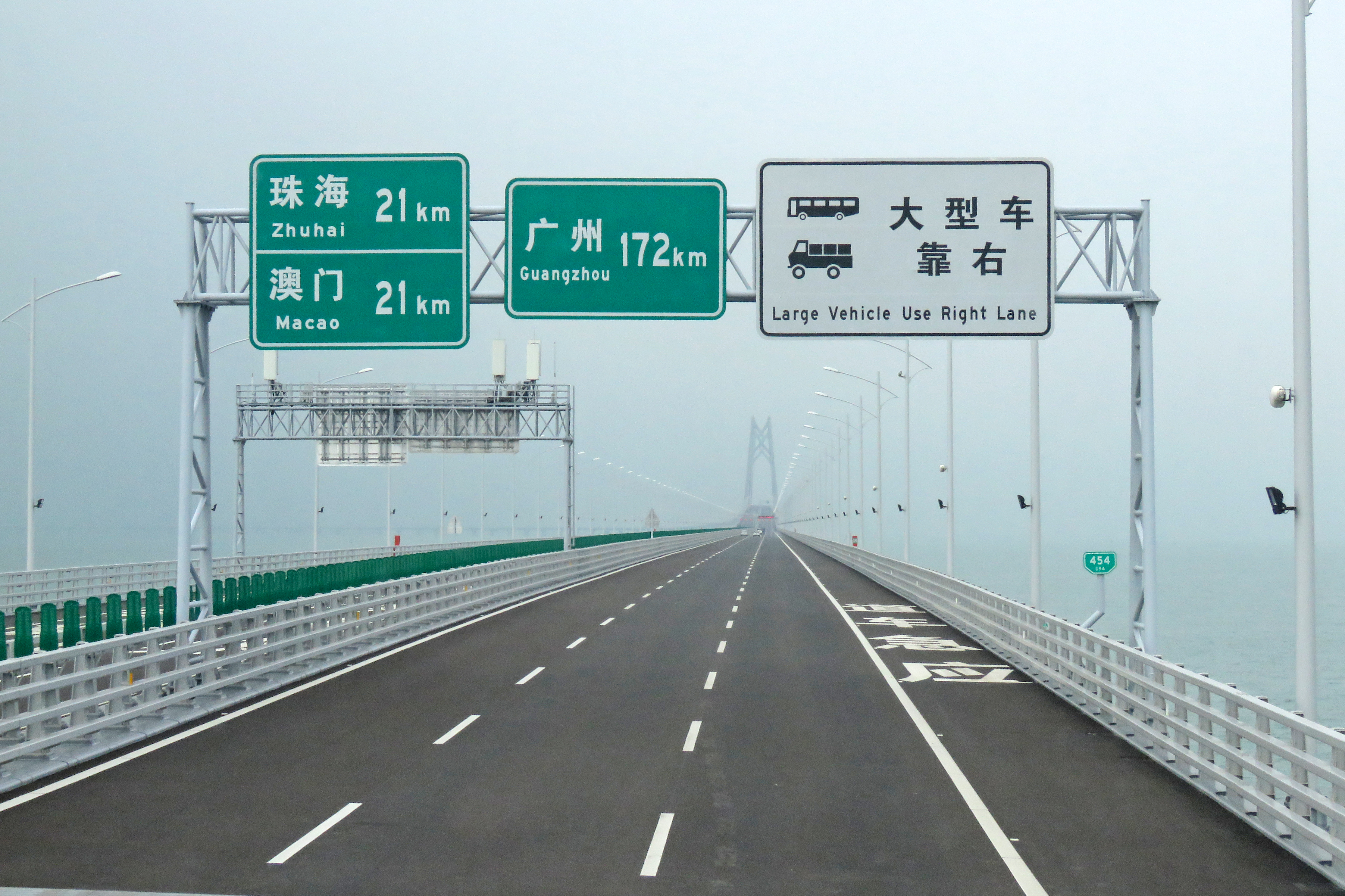
港珠澳大桥车道
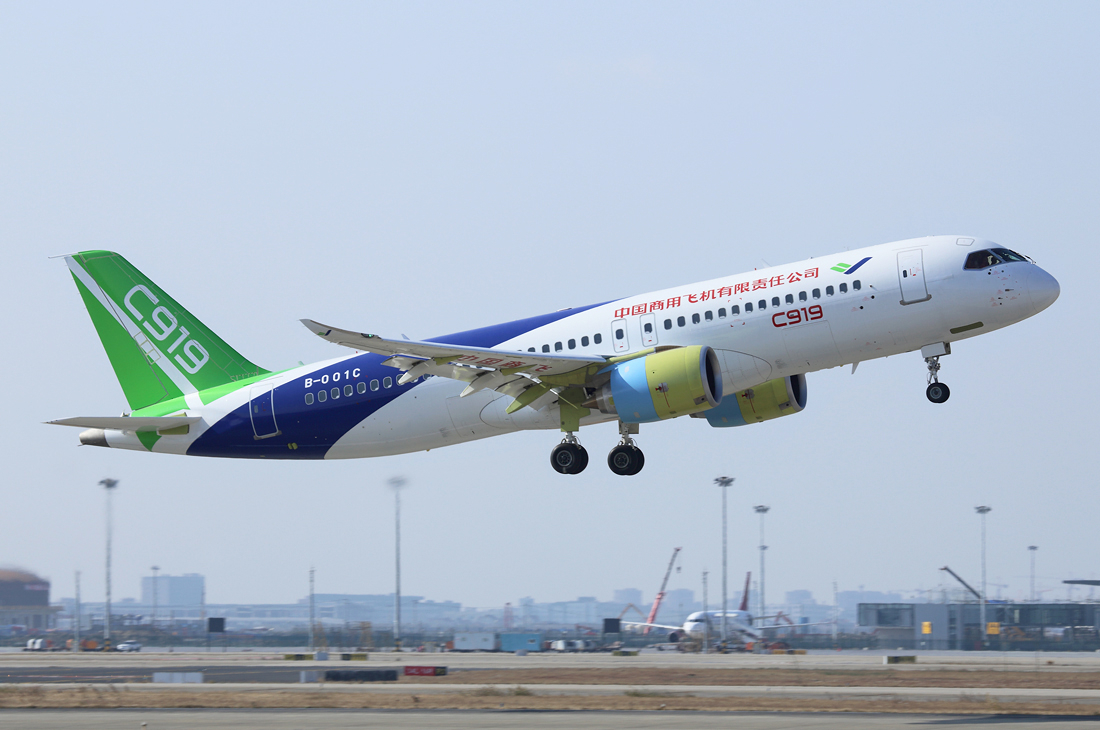
中國商飛自製客機

### 科学技术
中国是世界第二大科技研究国，在科技上的开支仅次于美国，2019年中国在科技方面的开支有3210亿美元。中国现有约187万名研究人员，超过了美国的143万名。自1998年中国政府在科技研究方面的经费翻了三倍。许多跨国公司都在中国建立了研究中心。2010年10月，天河一号超越美国“美洲虎”超级電腦，成为当时世界上最快的超级计算机。2013年11月18日，TOP500公布了最新全球超级计算机500强排行榜榜单，中国国防科学技术大学研制的天河二号以比第二名—美国的“泰坦”快近一倍的速度再度登上榜首。中国研制的蛟龙号潜水器于2012年6月27日下潜深度到达7062.68米，创造中国载人深潜新的历史记录，这也是世界同类型的载人潜水器的最大下潜深度。

#### 太空科技
1970年，中国首次发射卫星东方红一号进入太空，成为第五个有能力发射卫星的国家。北斗卫星导航系统是联合国确认的全球四个卫星导航系统核心供应商之一。2003年，中国成为了世界上第三个可以独立将人类送入太空的国家。2007年，中国成为了世界第三个有能力以导弹摧毁人造卫星的国家。同年嫦娥一号绕月卫星的成功发射标志着中国已经成为了月球俱乐部的一员，第五个探测月球的国家。2008年首次成功实现宇航员出舱活动，这说明中国已经掌握载人航天、太空行走两大载人空间技术。2010年发射第二颗探月卫星嫦娥二号，成功获取了世界上分辨率最高的7m分辨率的全月图。2011年发射了天宫一号并在轨运行，开启了中国空间站构建的序幕。。2011年和2012年嫦娥二号先后探测了日地拉格朗日L2点（中国成为第三个探测拉格朗日点的国家和组织）和小行星4179（中国成为第四个探测小行星的国家和组织），使得中国进入深空探测俱乐部。中国在2013年成功发射嫦娥三号月面着陆器和巡视车并成功完成了月面软着陆和月面巡视，2018年12月8日中国成功发射嫦娥四号月面着陆器和巡视车，并于2019年1月3日成功实现世界首次月球背面软着陆。嫦娥五号于2020年11月24日发射，在月球表面自动采集样本并从月面起飞，在2020年12月17日成功返回中国内蒙古。中国已于2020年7月23号发射首个火星探测器天问一号，于2021年2月10日完成火星捕获后进入环火轨道；2021年5月15日北京时间上午7时18分，天问一号所携带的探测车“祝融号”在火星乌托邦平原南部预选着陆区着陆。中国成为继前苏联和美国后，世界上第三个在火星着陆探测器的国家；成为继美国后，世界上第二个在火星部署火星车的国家；也是世界第一个首次火星任务即成功完成火面巡视的国家。中国空间站建设于2021年4月正式开工，到2022年底间的12次飞行任务全部圆满完成，三舱基本构型在轨建成。2024年，中国发射嫦娥六号月球样本返回任务，此为人类首次从月球远端采集样本。未来计划将在2030年左右执行载人登月计划。

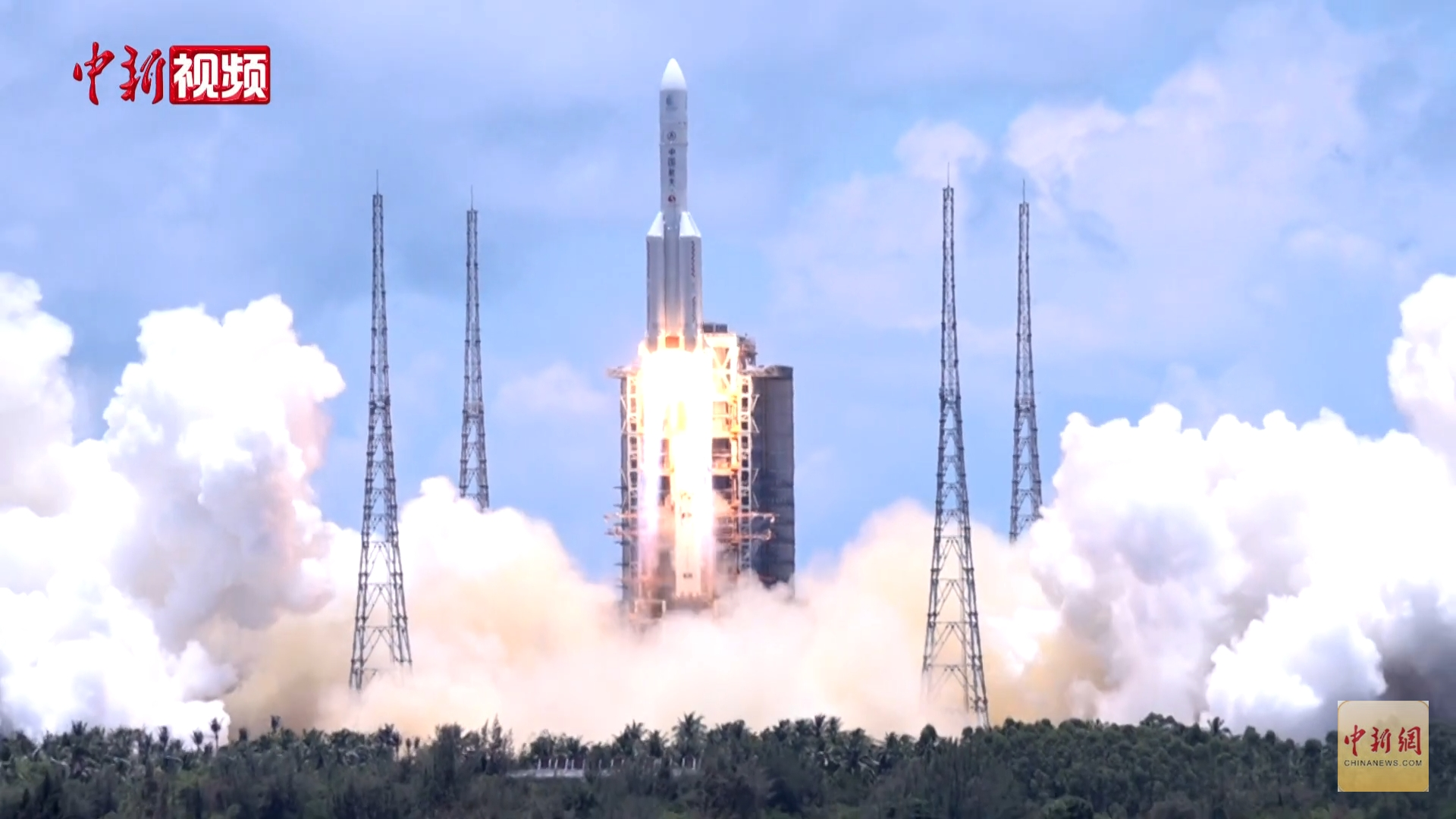
天问一号从文昌航天发射场发射

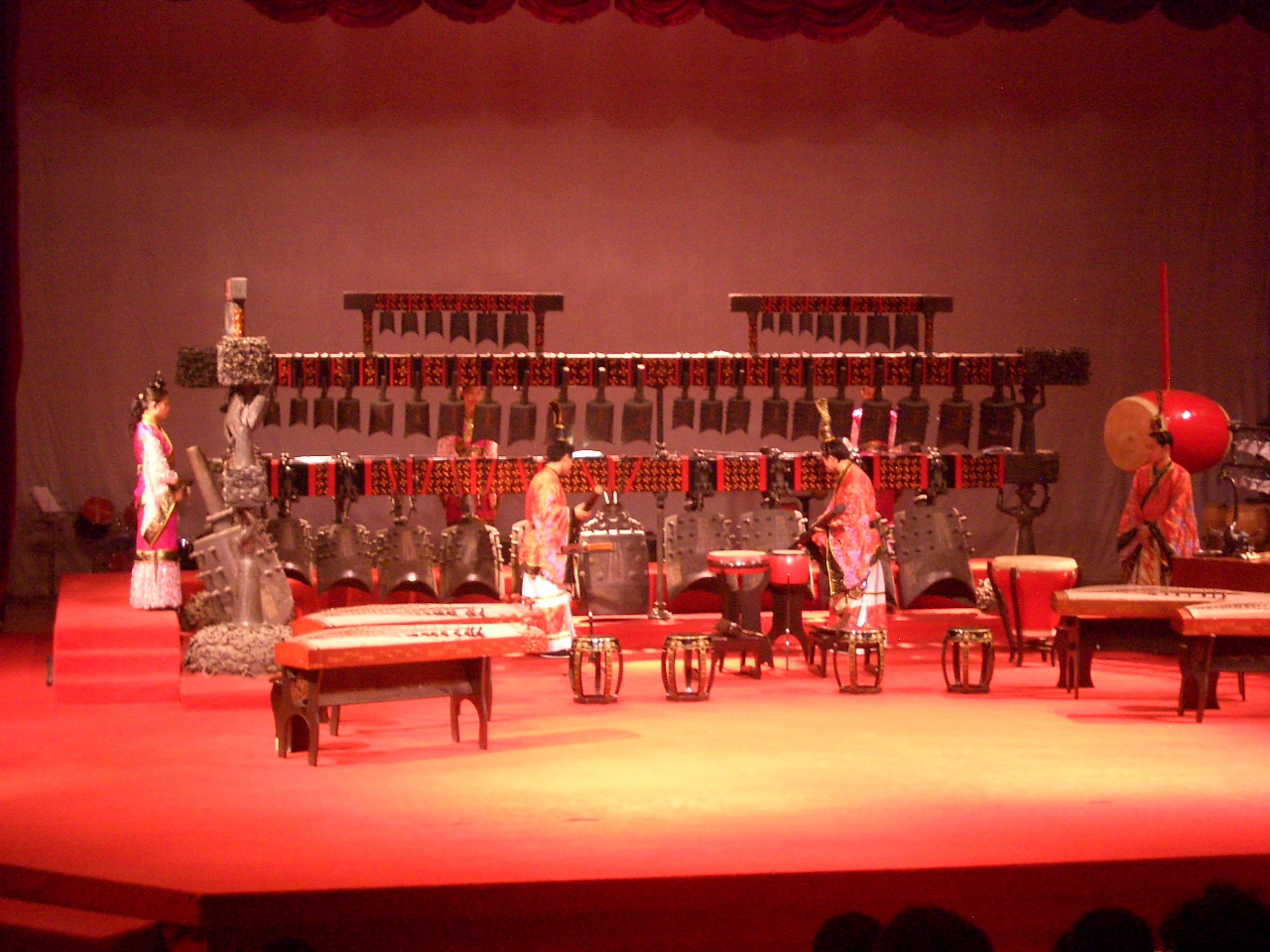
編鐘與諸多中華樂器的國樂演奏

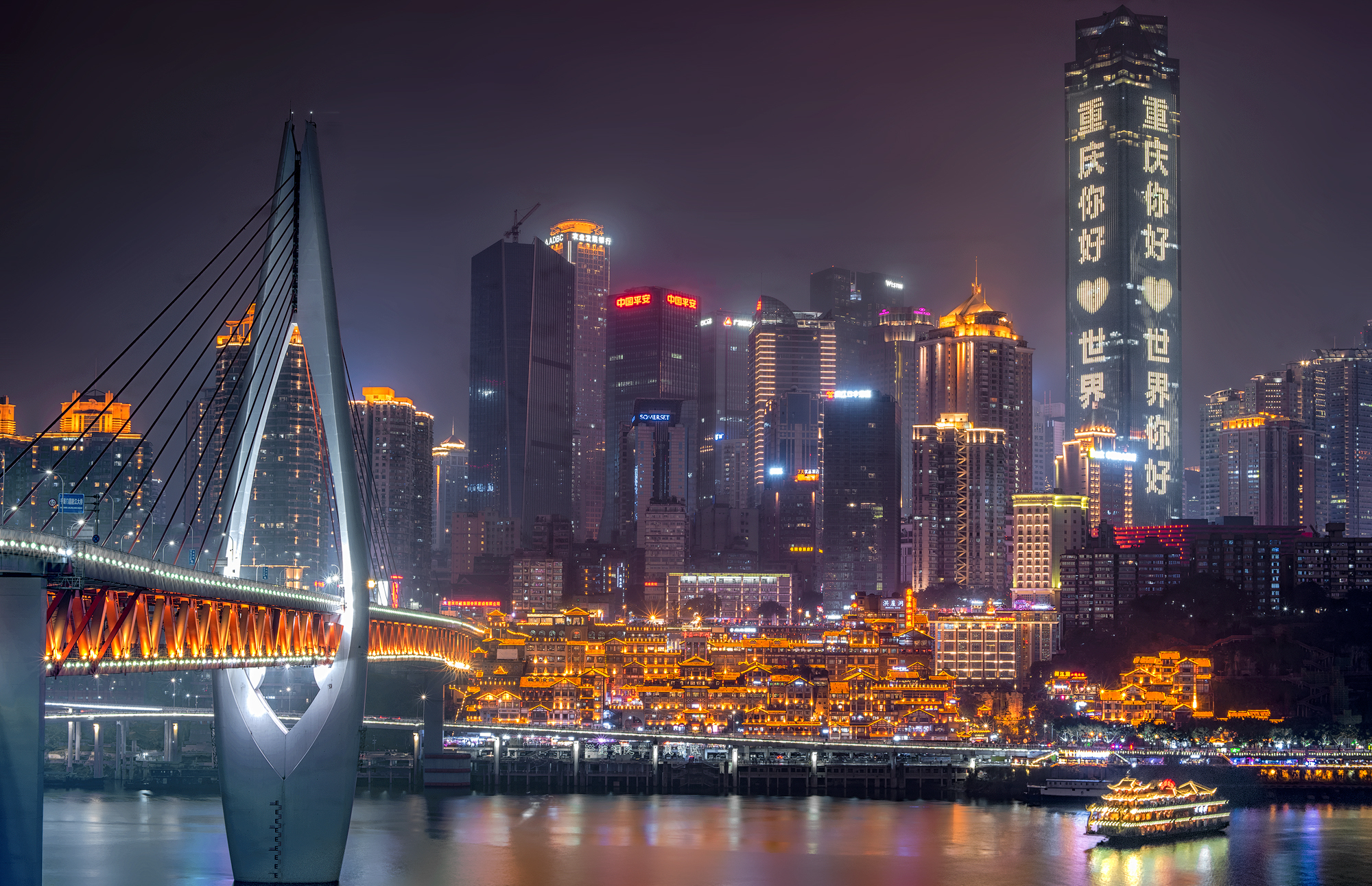
內陸城市重慶總人口約3千萬，流動人口達900萬

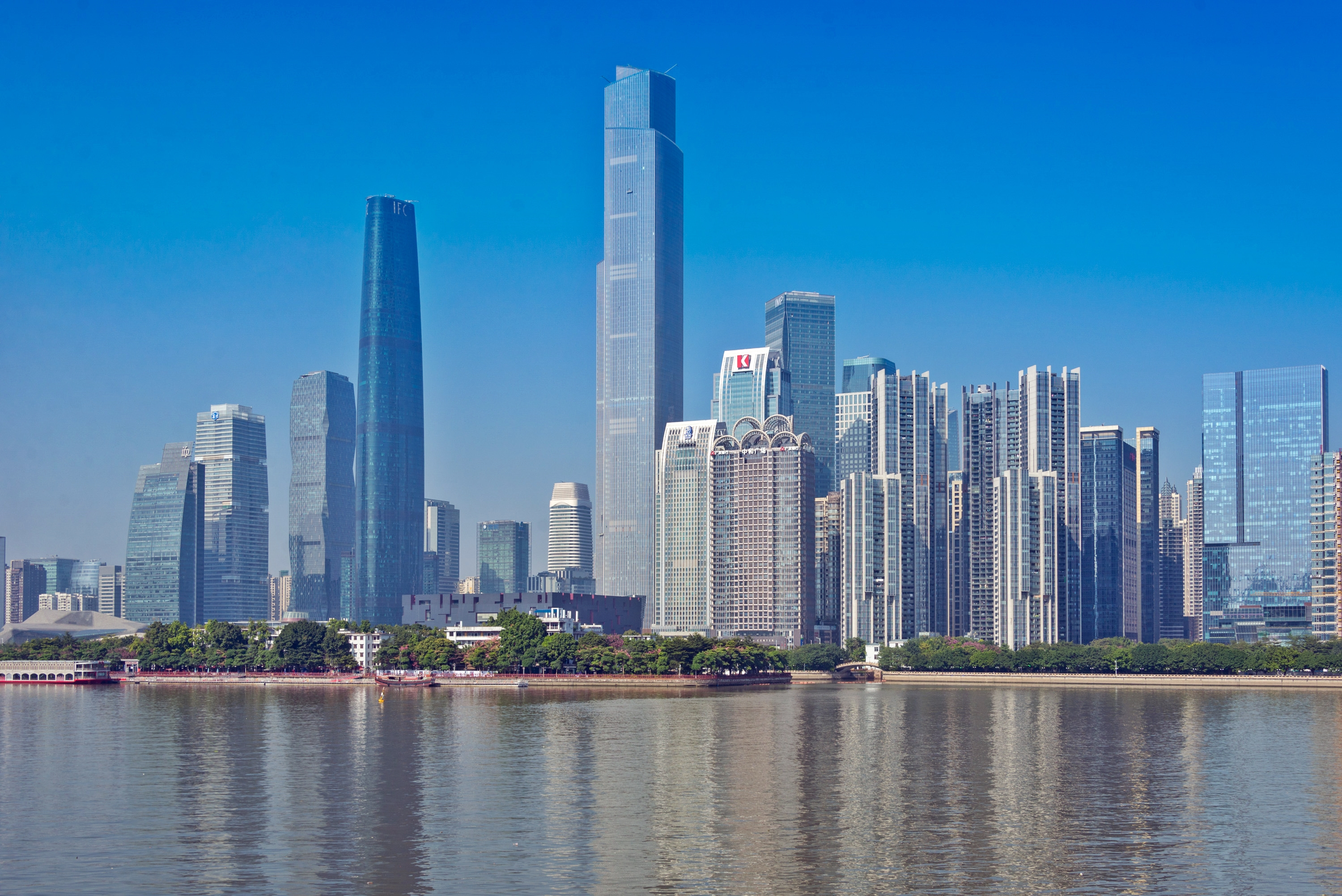
天河区繁华的商务中心区，广州是中国首个经济总量过万亿的省会城市

### 軟實力
軟實力在國際關係的概念主要是以貿易、文化和教育交流來提升一國的形象及地位，而中國的軟實力展現，在21世紀初，亦有利用軟實力的商業及文化手段來進行其外交及國關政策。雖然在軟實力的資源轉換成外交成果方面，中國在軟硬實力同步運用上，在90年代以來相較於前蘇聯，獲取不少成果及成功經驗，然而仍受限於三個主要因素：資源不平衡、外交的正當性疑慮及缺乏整體性的國際議題。利用定量和定性數據及約瑟夫·奈的軟實力分析框架，復旦大學國關學者也同意這樣的評估，中國崛起的確不是單純的硬實力擴展，的確有軟實力發展的努力，然而其軟實力資源的不足和不均衡使其在國外投射軟實力時受到了不少限制，因此軟實力仍是中国的軟肋，在中国成为全球領導者前仍有一段路要走；特別是在出版，新聞自由和文化創意方面，无一不需受到政府審查，使得電視電影音樂創意受到了限制。

#### 文化外交
孔子學院的設立是提倡對中國及其語言文化的的認識，以進行文化及教育交流的方式來施展軟實力，如在韓國漢城2004年設立的第一個孔子學院及在2006年於北京首次召開的孔子學院國際會議，共由來自38個國家200多個代表參加，到2009年世界孔子學院提供9千多個課程共有260,000名註冊學生，每年約以二倍的速度成長。在澳洲第一個孔子學院於2005年5月20日在柏斯設立，目的就是要對外國的公眾進行親近友好的公眾外交，然而中國的人權、南海島嶼等問題仍是在澳洲施展軟實力的阻礙。2014年末，繼加拿大多倫多市教育局決定終止與中方合作開辦孔子學院後，美國芝加哥大學也宣佈終止其孔子學院的續約合同。2015年6月，歐洲第一所孔子學院—瑞典斯德哥爾摩大學孔子學院正式關閉。

## 弊病与对中国的批评

### 政治
政治方面，一部分观点认为西方社会的普世价值和社会动态可能影響中国共产党的一党执政地位，这使得中国共产党和中国政府设法控制不利于其统治的信息的传播，进而引起剥夺政治权利、妨碍言论自由和其他侵犯人权的事件层出不穷，这是可能导致政局不稳定的因素之一。同時民間方面，一些网络黑客组织、民运人士、法轮功、新疆分离势力、西藏獨立运动組織長期在中华人民共和国境内外進行抗议示威活動，促使许多外国人對中国共產黨及中国政府的觀感不良。官方指责其会造成社會動蕩，最终将伤害中国人民利益。

#### 外交
中國跟一些西方大國在外交上存在摩擦。其中一個重要原因就是台灣問題。中國制定了《反分裂國家法》，表明會不惜動用武力來解決台灣事務，摧毀一切台獨勢力。大多數國家為了和中國保持著良好關係，在認知上尊重中國的一個中國原則及其“核心利益”，而美國則使用中美三個聯合公報和其國內《台灣關係法》來切入台灣議題。如果台海爆發戰爭，有一定可能會促使中美兩國爆发對抗。美國在現階段在懷疑中國在國際上存在野心因而試圖促使中國發展成普通的競爭關係。中國和印度的關係不太穩固。除了1962年因邊境問題發生戰爭外，藏南問題也是兩國在外交上面的障礙，且中國与作为印度最大的敵人存在的巴基斯坦的政治、軍事關係密切，印度擔心新的印巴戰爭爆發后中國可能支援巴基斯坦。中日關係亦常成為影響亞洲和平的關鍵因素，中國的遠洋海空軍計划使周圍鄰國感到威脅，中日釣魚島爭議是兩國外交上的阻礙，台海戰爭一旦爆發也有可能同時將日本捲入戰爭。南海問題亦影響著中國與東南亞國家的關係，其中同为社会主义国家的越南由於中越戰爭的歷史因素，目前國內主流較親近俄羅斯而對中國充滿戒慎，並反對中國勢力進入，近年的南海問題使兩國間的衝突有進一步提升的可能。

#### 資訊自由
資訊的全自由傳播被西方認為是科技發展不可缺少的一部分，西方認為中國政府對有些訊息的控制可能會傷害到這個領域的發展。中國政府在一定期间放寬了對媒體的管制，如互聯網絡的增長和商業媒體的增加。中國政府還在阻止被其认为「不適當」的網站（比如谷歌與推特、臉書等）進入中國大陸網絡，也包括对中文維基百科的封锁措施。

#### 法治
中國雖然堅持「加強法制建設、全面推進依法行政」的理念，但現今仍有貪污腐敗等不利於法制建設的問題存在，習近平在2012年中共十八届一中全会就任中共中央總書記後以压倒性优势惩治腐败和黑产及不正当利益，但其法律制度及其實踐程度依然有相當的缺漏，並且可能缺乏避免行政權力干預司法權力的有效機制。

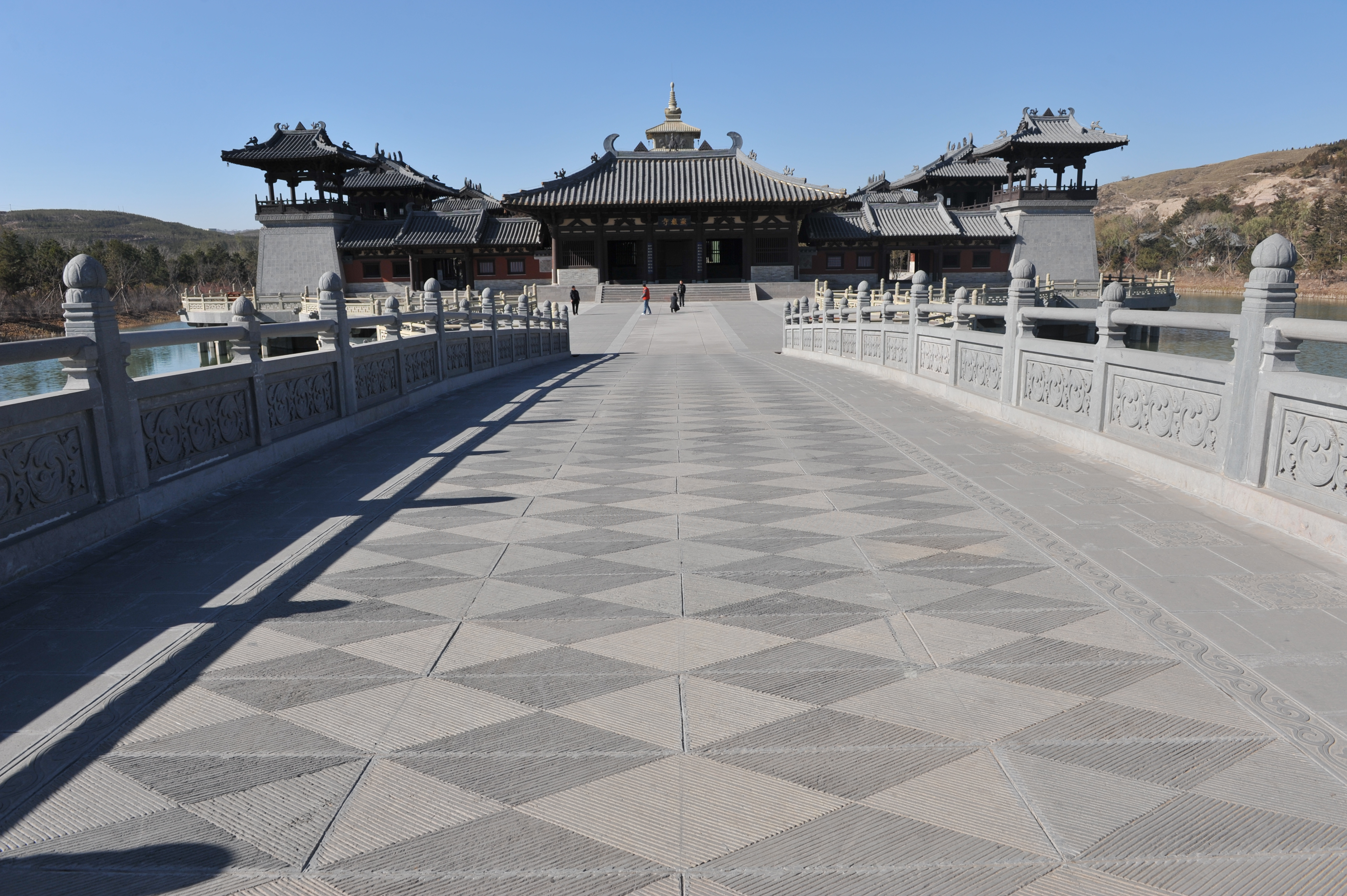
山西大同的严华寺

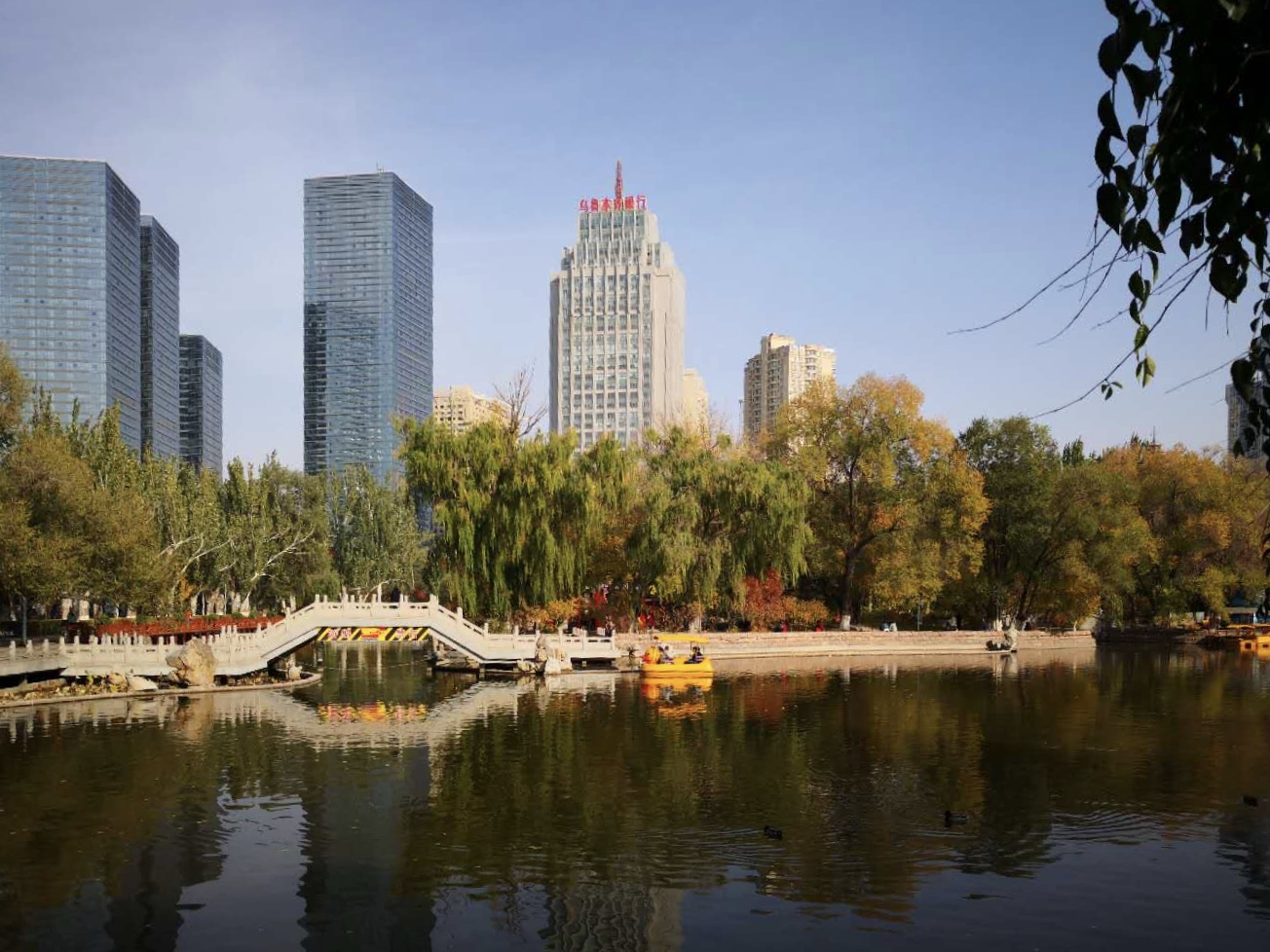
乌鲁木齐人民公园

### 經濟
在經濟上，雖然中國東部地區，尤其是沿海地区已经达到了中等发达国家水平，但是西部地區省份与东部差距很大。為了縮小東西部的經濟差距，使西部省份的經濟增長趕上東部，中國政府正推出西部大开发和中部崛起计划，高铁贯通全国计划来缩小东西南北差距，目前中西部地区经济发展已经有所起色。另外还有振興東北老工業基地以扶持衰落的中国东北地区。一帶一路計划則是中西部串聯歐亞大陸的重點戰略。历时以来，世界各地的发展都是在宽松的海洋贸易主导下形成竞争力，中国的发展是在国有市场经济的体制下得到充分利用各种因素。当然中国经济和世界发达国家相论还有不少欠缺，但可以作为世界非欧美类别的一种发展模式。

### 環境
随着中國經濟的快速发展，中國的環境問題同样开始越演愈烈。水土流失、荒漠化、空氣污染、可耕地流失和海平面下降等问题都使中國政府每年要花巨資去解決。為徹底解決這些嚴重的環境問題，中國政府實行了一些例如阻擋沙塵暴的大綠帶計劃，以及解决中国北方缺水的南水北調計劃等措施。

### 科学技术
中國科技的發展仍然存在一些隱憂，現時中國的學術环境十分严峻，論文剽竊、造假現象不在少數，而且多數涉及國內著名大學的學者和教授。據2010年對科普作家方是民（筆名方舟子）的專訪，中國学术造假泛滥的主要原因是利益驱动或是政治因素，社会风气对造假过分宽容。此外，學術界缺乏监督，而且很少专业人员願意走出来揭露。另外，绝大部分被揭露的造假事件都是不了了之，有的虽然引起媒体重视，但也没有处理结果，這一切都阻礙了中國科技的發展。但即便如此，中国在科技领域上仍然取得很大的成就，中国目前已渐渐成为世界第二大科技强国，连续几年中国申请专利总数居世界第一。中国是经济增长推动的社会变化和发展，与理论上的国家治理体系是有很大不同。

### 人口
- 社会保险 - 中国廣大人口目前尚沒有完全被社會安全和醫療保障體系所覆蓋，這對於人民的安居樂業、經濟的平衡健康發展構成隱憂。近十年来，中国建起了世界上覆盖人数最多的基本医疗保障制度，中国的官方宣传中，中国的基本医疗覆盖率达到了96.35%，覆盖人数居世界第一，但医保在实践过程中仍然会出现一些问题[44]。
- 人口老龄化 - 中国政府的计划生育政策减缓了中国人口的增长速度，2007年聯合國預測中国人口将在2033年达到14.6亿的峰值[45]，而實際上中國國家統計局表示，2022年人口較前一年開始出現衰退[46]。届时，中国将面临严重的劳动力缺乏，以及老年人的养老难等社会问题，这将对中国经济与社会的持续健康发展产生诸多不利影响[47][48]。
- 男女比例不均 - 由于传统“重男轻女”的思想还在中国民间特别是未城镇化的地区广泛地存在，再加上中国长达30年一胎制政策的影响，导致了中国新生儿的性別比失衡。此问题如得不到良好的解决，中国社会可能出现「结婚难」的现象。依照歷史經驗更會造成社會治安顯著變差的後果，这对中国的经济发展也有一定的负面影响，甚至增加戰爭風險。但事实上，根据各地法规不同，部分中国农村地区在一胎制时期，如果家庭第一胎是女孩，生第二胎仍然受法律保护。超生的农村家庭给孩子上户口时并不需缴纳罚款，但后期仍需缴纳社会抚养费。所以所谓男女比例失衡与计划生育有因果关系纯属臆测。

## 延伸閱讀
- . : 7  [2017-09-10]. （原始内容存档于2020-05-16）.
- Brown, Kerry (2017) China's World: The Global Aspiration of the Next Superpower. I. B. Tauris, Limited ISBN 9781784538095.
- Brahm, Laurence J. (2001) China's Century: The Awakening of the Next Economic Powerhouse. Wiley ISBN 9780471479017.
- Fishman, Ted (2006) China, Inc.: How the Rise of the Next Superpower Challenges America and the World. Scribner ISBN 9780743257350.
- Jacques, Martin (2012) When China Rules the World: The End of the Western World and the Birth of a New Global Order. Penguin Books ISBN 9780143118008.
- Overholt, William (1994) The Rise of China: How Economic Reform is Creating a New Superpower. W. W. Norton & Company ISBN 9780393312454.
- Peerenboom, Randall (2008) China Modernizes: Threat to the West or Model for the Rest?. Oxford University Press ISBN 9780199226122.
- Pillsbury, Michael (2016) The Hundred-Year Marathon: China's Secret Strategy to Replace America as the Global Superpower. St. Martin's Griffin ISBN 9781250081346.
- Schell, Orville (2014) Wealth and Power: China's Long March to the Twenty-first Century. Random House Trade Paperbacks ISBN 9780812976250.
- Shenkar, Oded (2004) The Chinese Century: The Rising Chinese Economy and Its Impact on the Global Economy, the Balance of Power, and Your Job. FT Press ISBN 9780131467484.
- Shambaugh, David (2014) China Goes Global: The Partial Power. Oxford University Press ISBN 9780199361038.
- Womack, Brantly (2010) China's Rise in Historical Perspective. Rowman & Littlefield Publishers ISBN 9780742567221.
- Yueh, Linda (2013) China's Growth: The Making of an Economic Superpower. Oxford University Press ISBN 9780199205783.
- Dahlman, Carl J; Aubert, Jean-Eric. China and the Knowledge Economy: Seizing the 21st Century（页面存档备份，存于）. WBI Development Studies. World Bank Publications. Accessed 30 January 2008.